# NGC 6496
NGC 6496 (również GCL 80 lub ESO 279-SC13) – gromada kulista znajdująca się w gwiazdozbiorze Skorpiona w odległości 36,9 tys. lat świetlnych od Słońca i 13,7 tys. lat świetlnych od centrum Galaktyki. Odkrył ją James Dunlop 28 czerwca 1826 roku.